# Happiness?
Pour les articles homonymes, voir Happiness.
Albums de Roger Taylor
Strange Frontier
(1984) Electric Fire
(1998)
Happiness? est le troisième album solo de Roger Taylor, batteur de Queen, et sorti le 5 septembre 1994.

## Titres de l’album
Toutes les chansons ont été écrites et composées par Roger Taylor sauf Foreign Sand, écrite par Taylor et Yoshiki.
1. Nazis 1994 - 2:35
2. Happiness - 3:17
3. Revelations - 3:44
4. Touch The Sky- 5:04
5. Foreign Sand (Taylor/Yoshiki) - 6:53
6. Freedom Train - 6:12
7. You Had To Be There - 2:55
8. The Key - 4:25
9. Everybody Hurts Sometimes - 2:52
10. Loneliness... - 2:25
11. Dear Mr Murdoch - 4:19
12. Old Friends - 3:33

## Classement

### Album
| Classement 1994 | Position |
| --------------- | -------- |
| Royaume-Uni     | 22       |

### Singles
Single Nazis 1994
| Classement 1994 | Position |
| --------------- | -------- |
| Royaume-Uni     | 22       |

Single Foreign Sand
| Classement 1994 | Position |
| --------------- | -------- |
| Royaume-Uni     | 26       |

Single Happiness?
| Classement 1994 | Position |
| --------------- | -------- |
| Royaume-Uni     | 32       |

## Autour de l'album
- Bien que sorti en single, les paroles de Nazis 1994, chanson qui dénonce le néonazisme et le négationnisme, ont provoqué une controverse et la chanson a été interdite d'antenne par Radio 1. Beaucoup de disquaires refusèrent également de vendre le single[1],[2].
- Dear Mr Murdoch s'adresse directement à Rupert Murdoch, magnat de la presse britannique qui possède entre autres le Daily Mirror, journal spécialiste de la presse à scandale qui a beaucoup spéculé et publié sur la maladie de Freddie Mercury durant les mois précédant son décès.